# علي بن محمد آل خليفة
علي بن محمد آل خليفة (1766 - 1811) من عائلة آل خليفة الحاكمة في مملكة البحرين. والده هو محمد بن خليفة آل خليفة ووالدته من قبيلة البوكوارة. ولد في قلعة المرير في الزبارة في قطر عام 1766. ساعد شقيقه أحمد الفاتح في طرد الفرس من جزيرة البحرين في عام 1783. اعتقل من قبل السعوديين في الدرعية من 1801 إلى 1810. توفي في معركة بحرية قبالة البحرين في فبراير 1811.

## الأسرة
- محمد بن علي آل خليفة.